# Айрапетов, Рафаэль Антонович
Рафаэ́ль Анто́нович Айрапе́тов (1909 — 1994) — советский артиллерист, гвардии полковник, участник Советско-финской, Великой Отечественной и Советско-японской войн.

## Биография
Родился в семье коменданта крепости Дешлагар Антона Аракеловича Айрапетова (ум. 1914). После революции сначала жил у родственников в Дербенте, потом бродяжничал. В возрасте около 16-ти лет пошёл добровольцем в армию.
В 1931 году закончил Киевскую артиллерийскую школу. В 1933 году окончил 8-месячные курсы лётнабов (лётчиков-наблюдателей) при Новочеркасской авиабригаде. Также окончил 6-месячные курсы военных альпинистов. Получил звание инструктора-альпиниста. 7 раз восходил на Казбек, 5 раз на Эльбрус, один раз на гору Ушба.
В 1939—1940 годах принимал участие в Советско-финской войне.
В 1941 году окончил Артиллерийские Краснознамённые курсы усовершенствования командного состава (АККУКС), отделение командиров полков и начальников штабов. Поступил на курсы командующих артиллерии СД при Академии им. Дзержинского, но окончил их только в 1949 году, так как ушёл на фронт.
Во время Великой Отечественной войны воевал на Западном, Брянском, 1-м, 2-м и 3-м Белорусском фронтах. С мая 1945 по июль 1947 года — на 1-м Дальневосточном фронте. С сентября 1947 по январь 1951 года — в составе Группы советских оккупационных войск в Германии.
Получил ранения и контузии в боях за города Руза (1941), Уворово (1941) и Орёл. Представлялся командованием к высшему званию героя Советского Союза.
После демобилизации на общественных началах работал в Тимирязевском районном комитете народного контроля г. Москвы.
Был дважды женат. Первая супруга — Анна Матвеевна Айрапетова. Со второй — Софией Ивановной Агасиевой — познакомился ещё в детстве в Дербенте.
Дети: Алик Айрапетов (от первого брака), Марина Агасиева (дочь С. И. Агасиевой от первого брака) и Сергей Айрапетов (род. 1947).
После войны жил вместе с супругой в Москве и на даче в подмосковном Ларёво. Похоронен вместе с супругой на кладбище подмосковного села Марфино.

## Награды

### СССР
- Орден Ленина
- 5 орденов Красного Знамени
- Орден Александра Невского
- 2 ордена Отечественной войны I степени
- Орден Красной Звезды
- Медаль «За оборону Москвы»
- Медаль «За Победу над Германией в Великой Отечественной войне 1941—1945 гг.»
- Медаль «За победу над Японией»

### Иностранные награды
- Медаль «За Победу над Японией» (МНР)
- Медаль «Победы и Свободы» (Польша)